# FUKUIスーパーレディス駅伝
FUKUIスーパーレディス駅伝（フクイスーパーレディスえきでん）は、1985年から2017年まで、毎年11月の第2日曜日に、福井県福井市で開催されていた駅伝競走大会。正式名称は「スーパーレディス駅伝競走大会」。

## 大会概要
- 1985年に、北陸女子駅伝（ほくりくじょしえきでん）としてスタート。当初は5区間22kmのコースだったが、1994年の第10回大会から6区間30kmに延長された。現在は日本陸上競技連盟に公認された、福井市の福井運動公園陸上競技場をスタート・ゴールとし、堀ノ宮町を折り返すコースとなっていた。特に長距離ランナー（マラソン・ロードレース含む）の育成と、テレビ中継を通して競技力の高揚を図ることが狙いであった。
- 同日に福島テレビ主催で行われる東日本女子駅伝との違いは、東日本女子駅伝は東日本が北海道から静岡県までの18都道県対抗レースとして行われるが、こちらは大きく第1部と第2部の2つのカテゴリーに分かれ、広く門戸が開放されているところにあった。
- 第1部は福井県や周辺府県陸連選抜だけでなく、実業団や大学チームもエントリーできた。主力チームは年末に行われる富士山女子駅伝や全日本実業団女子駅伝などの大レースを控えているため、絶好の調整レースともされていた。
- 第2部は一般のクラブチーム（原則高校生以上。ただし3キロで行う第2区に限り中学生の参加も可）などを対象としていた。
- 2004年の第20回大会を前に、新しい名称を公募し、「FUKUIスーパーレディス駅伝」に変更。
- 2017年の第33回大会をもって終了した[1]。

## 大会運営
- 主催：福井陸上競技協会、福井テレビジョン放送
- 後援：福井県、福井県教育委員会、福井県高等学校体育連盟、福井県中学校体育連盟、福井県体育協会、福井市、福井市教育委員会、福井市体育協会、福井市陸上競技協会、北陸陸上競技協会、北陸実業団陸上競技連盟、福井新聞社、福井エフエム放送
- 協力：陸上自衛隊金沢駐屯地 第14普通科連隊、陸上自衛隊鯖江駐屯地 第372施設中隊、自衛隊福井地方協力本部、福井県隊友会、福井県警察本部、福井警察署、福井南警察署、福井県警察本部交通機動隊、福井市消防局、福井市消防音楽隊、福井県交通安全活動推進センター、福井市交通指導員会、福井県医師会、福井市医師会、福井県済生会病院、福井ダイハツ販売、えちぜん鉄道、福井鉄道、京福バス
- 冠スポンサー
  - アサヒ緑健（～2003年）
  - 福井工業大学（2004年〜2007年）
  - 大和ハウス工業（2008年〜2017年）

## 各区間距離
| 区間 | 距離   | 起点              | 終点              | 備考                            |
| ---- | ------ | ----------------- | ----------------- | ------------------------------- |
| 1区  | 6.55km | 福井運動公園      | 福井市渕3丁目     | -                               |
| 2区  | 3.0km  | 福井市渕3丁目     | 福井市西木田2丁目 | -                               |
| 3区  | 4.0km  | 福井市西木田2丁目 | 福井市光陽4丁目   | -                               |
| 4区  | 4.0km  | 福井市光陽4丁目   | 福井市八ツ島町    | 途中折り返し点（第4中継所手前） |
| 5区  | 5.0km  | 福井市八ツ島町    | 福井市二の宮3丁目 |                                 |
| 6区  | 7.45km | 福井市二の宮3丁目 | 福井運動公園      | -                               |

## 歴代優勝チーム
| |        |                                      |               |
| \| 回 \| 開催日 \| 優勝 \| タイム \| \| -- \| ------ \| ------------------------------------ \| ------------- \| \| 1 \| 1985 \| 富山県選抜A（富山） \| 1時間19分36秒 \| \| 2 \| 1986 \| 大阪体育大学A（大阪） \| 1時間16分20秒 \| \| 3 \| 1987 \| ワコール（京都） \| 1時間13分59秒 \| \| 4 \| 1988 \| 三田工業（大阪） \| 1時間13分35秒 \| \| 5 \| 1989 \| ワコール（京都） \| 1時間10分41秒 \| \| 6 \| 1990 \| ワコール（京都） \| 1時間10分00秒 \| \| 7 \| 1991 \| ワコール（京都） \| 1時間09分54秒 \| \| 8 \| 1992 \| ワコール（京都） \| 1時間09分26秒 \| \| 9 \| 1993 \| ワコール（京都） \| 1時間09分57秒 \| \| 10 \| 1994 \| 日本生命（大阪） \| 1時間39分07秒 \| \| 11 \| 1995 \| ワコール（京都） \| 1時間34分28秒 \| \| 12 \| 1996 \| 東海銀行（愛知） \| 1時間36分50秒 \| \| 13 \| 1997 \| 東海銀行（愛知） \| 1時間34分56秒 \| \| 14 \| 1998 \| 京都産業大学（京都） \| 1時間39分48秒 \| \| 15 \| 1999 \| スズキ（静岡） \| 1時間36分58秒 \| \| 16 \| 2000 \| サニックス（福岡） \| 1時間36分53秒 \| \| 17 \| 2001 \| ワコール（京都） \| 1時間37分11秒 \| \| 18 \| 2002 \| ワコール（京都） \| 1時間35分28秒 \| \| 19 \| 2003 \| ワコール（京都） \| 1時間36分13秒 \| \| 20 \| 2004 \| スズキ（静岡） \| 1時間35分19秒 \| \| 21 \| 2005 \| 第一生命（東京） \| 1時間35分54秒 \| \| 22 \| 2006 \| スズキ（静岡） \| 1時間36分43秒 \| \| 23 \| 2007 \| デンソー（三重） \| 1時間36分02秒 \| \| 24 \| 2008 \| 立命館大学A（京都） \| 1時間36分17秒 \| \| 25 \| 2009 \| ワコール（京都） \| 1時間35分54秒 \| \| 26 \| 2010 \| 立命館大学A（京都） \| 1時間34分56秒 \| \| 27 \| 2011 \| 佛教大学A（京都） \| 1時間36分26秒 \| \| 28 \| 2012 \| キヤノンアスリートクラブ九州（大分） \| 1時間38分00秒 \| \| 29 \| 2013 \| 積水化学（千葉） \| 1時間37分46秒 \| \| 30 \| 2014 \| 大阪学院大学（大阪） \| 1時間38分23秒 \| \| 31 \| 2015 \| ヤマダ電機A（群馬） \| 1時間36分48秒 \| \| 32 \| 2016 \| ヤマダ電機（群馬） \| 1時間37分04秒 \| \| 33 \| 2017 \| 大阪学院大学A（大阪） \| 1時間39分15秒 \| |        |                                      |               |
| 回 | 開催日 | 優勝                                 | タイム        |
| 1 | 1985   | 富山県選抜A（富山）                  | 1時間19分36秒 |
| 2 | 1986   | 大阪体育大学A（大阪）                | 1時間16分20秒 |
| 3 | 1987   | ワコール（京都）                     | 1時間13分59秒 |
| 4 | 1988   | 三田工業（大阪）                     | 1時間13分35秒 |
| 5 | 1989   | ワコール（京都）                     | 1時間10分41秒 |
| 6 | 1990   | ワコール（京都）                     | 1時間10分00秒 |
| 7 | 1991   | ワコール（京都）                     | 1時間09分54秒 |
| 8 | 1992   | ワコール（京都）                     | 1時間09分26秒 |
| 9 | 1993   | ワコール（京都）                     | 1時間09分57秒 |
| 10 | 1994   | 日本生命（大阪）                     | 1時間39分07秒 |
| 11 | 1995   | ワコール（京都）                     | 1時間34分28秒 |
| 12 | 1996   | 東海銀行（愛知）                     | 1時間36分50秒 |
| 13 | 1997   | 東海銀行（愛知）                     | 1時間34分56秒 |
| 14 | 1998   | 京都産業大学（京都）                 | 1時間39分48秒 |
| 15 | 1999   | スズキ（静岡）                       | 1時間36分58秒 |
| 16 | 2000   | サニックス（福岡）                   | 1時間36分53秒 |
| 17 | 2001   | ワコール（京都）                     | 1時間37分11秒 |
| 18 | 2002   | ワコール（京都）                     | 1時間35分28秒 |
| 19 | 2003   | ワコール（京都）                     | 1時間36分13秒 |
| 20 | 2004   | スズキ（静岡）                       | 1時間35分19秒 |
| 21 | 2005   | 第一生命（東京）                     | 1時間35分54秒 |
| 22 | 2006   | スズキ（静岡）                       | 1時間36分43秒 |
| 23 | 2007   | デンソー（三重）                     | 1時間36分02秒 |
| 24 | 2008   | 立命館大学A（京都）                  | 1時間36分17秒 |
| 25 | 2009   | ワコール（京都）                     | 1時間35分54秒 |
| 26 | 2010   | 立命館大学A（京都）                  | 1時間34分56秒 |
| 27 | 2011   | 佛教大学A（京都）                    | 1時間36分26秒 |
| 28 | 2012   | キヤノンアスリートクラブ九州（大分） | 1時間38分00秒 |
| 29 | 2013   | 積水化学（千葉）                     | 1時間37分46秒 |
| 30 | 2014   | 大阪学院大学（大阪）                 | 1時間38分23秒 |
| 31 | 2015   | ヤマダ電機A（群馬）                  | 1時間36分48秒 |
| 32 | 2016   | ヤマダ電機（群馬）                   | 1時間37分04秒 |
| 33 | 2017   | 大阪学院大学A（大阪）                | 1時間39分15秒 |

## テレビ中継
主催の福井テレビが制作しており、フジテレビ・関西テレビ・東海テレビ・テレビ西日本・石川テレビ・富山テレビ・テレビ静岡・長野放送が制作協力していた。また関西テレビ、東海テレビから中継車が1台ずつ派遣されていた。実況・リポーター担当のアナウンサーは、制作局の福井テレビのほか、石川テレビや富山テレビ、東海テレビからも派遣されていた。
開催当日の日曜昼のニュースでは、全国枠で放送される東日本女子駅伝の直前情報を差し替え、当駅伝の直前情報を福井テレビ・石川テレビ・富山テレビで放送していた。

### 放送体制
生中継
- 福井テレビ、石川テレビ、富山テレビ

録画放送（1時間のダイジェスト版）
- 上記3局を除くフジテレビ系列25局で11月から12月にかけて放送。ほとんどが深夜に放送。2008年からネット局が大幅に増え、2009年以降は全局で放送されている。ただし2010年のみ、岩手めんこいテレビ、福島テレビ、沖縄テレビでは放送されなかった。

## 主な参加チーム
- 府県陸連選抜
  - 主に福井県や周辺府県の陸連選抜チームが主体。
- 大学・女子大学チーム
  - 立命館・佛教大・名城大の様な大所帯の名門クラスの女子陸上部では、AB方式の2チームで構成されることもあった。
- 実業団チーム
  - キヤノンアスリートクラブ九州（キヤノン全額出資、同系列の大分キヤノンに運営委託）が26回大会で初出場。同大会の1区では好順位で襷渡しを行っている。また、登録での実業団チームでトップの常連であるデンソーや小島プレス・パナソニック（パナソニックモバイルコミュニケーションズ運営）等も出場していた。

## 備考
- 同日の午前には嶺南4市町（敦賀市、美浜町、若狭町、小浜市）に於いて嶺南駅伝が開催されていた。

- この駅伝は過去に高橋尚子、松野明美、福士加代子、真木和など日本を代表するランナーも走った経験がある。
- また吉本ひかり、竹中理沙ら今後の日本女子陸上界を担う存在の選手も大学時代に走っている。